# عدمية ميرولوجية
في الفلسفة، العدمية الميرولوجية (وتسمى أيضًا العدمية التركيبية) هي الأطروحة الميتافيزيقية القائلة بعدم وجود أشياء ذات أجزاء مناسبة. بالمثل، تقول العدمية الميرولوجية أن البساطة الميرولوجية، أو الأشياء التي لا تحتوي على أي أجزاء مناسبة، هي الأشياء المادية الوحيدة الموجودة. تختلف العدمية الميرولوجية عن العدمية العادية بقدر ما تركز العدمية العادية عادة على عدم وجود الافتراضات الميتافيزيقية المشتركة كحقائق أخلاقية ومعنى موضوعي، بدلاً من عدم وجود الأشياء المركبة.